# Monomorium robustior
Monomorium robustior är en myrart som beskrevs av Auguste-Henri Forel 1892. Monomorium robustior ingår i släktet Monomorium och familjen myror. Inga underarter finns listade i Catalogue of Life.

## Bildgalleri

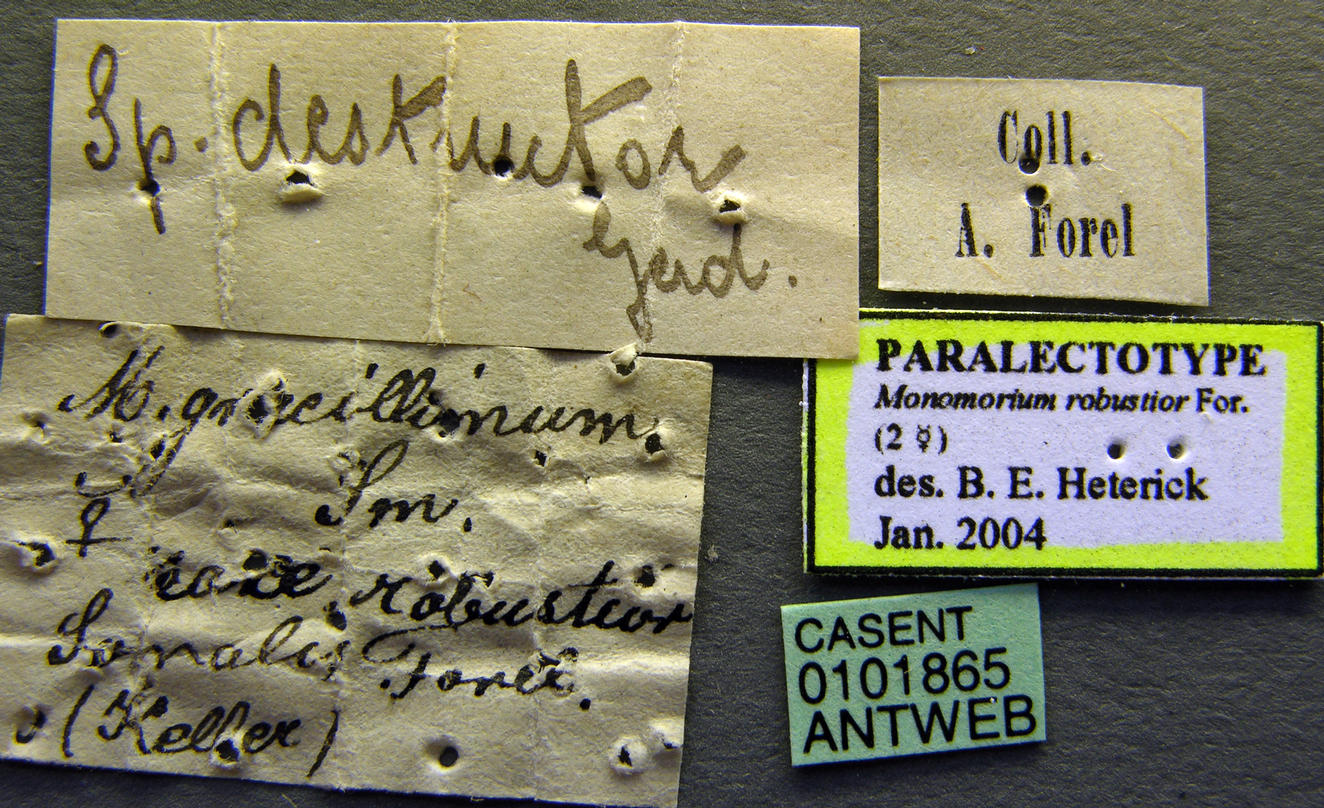
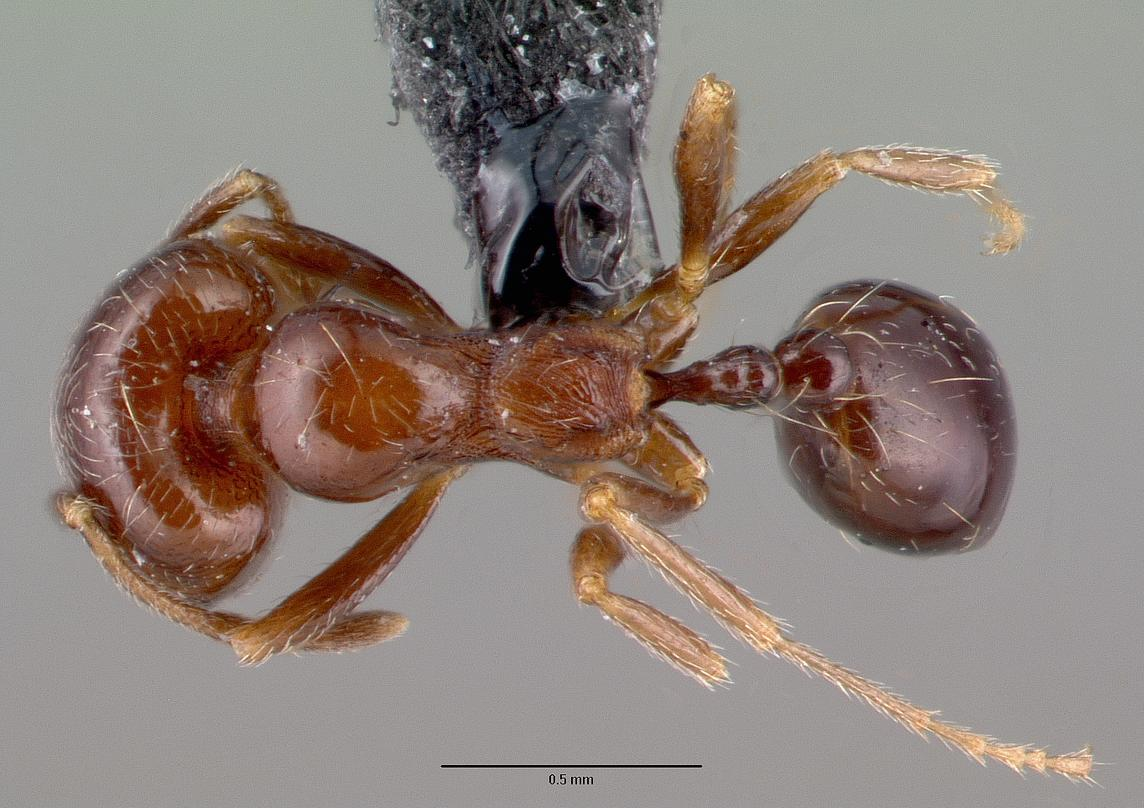
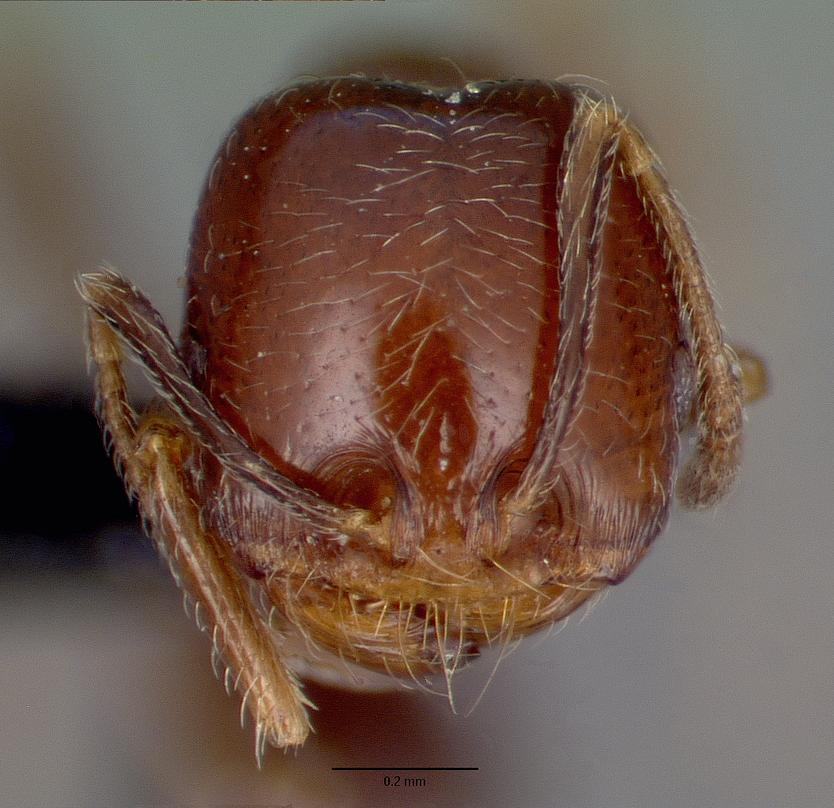
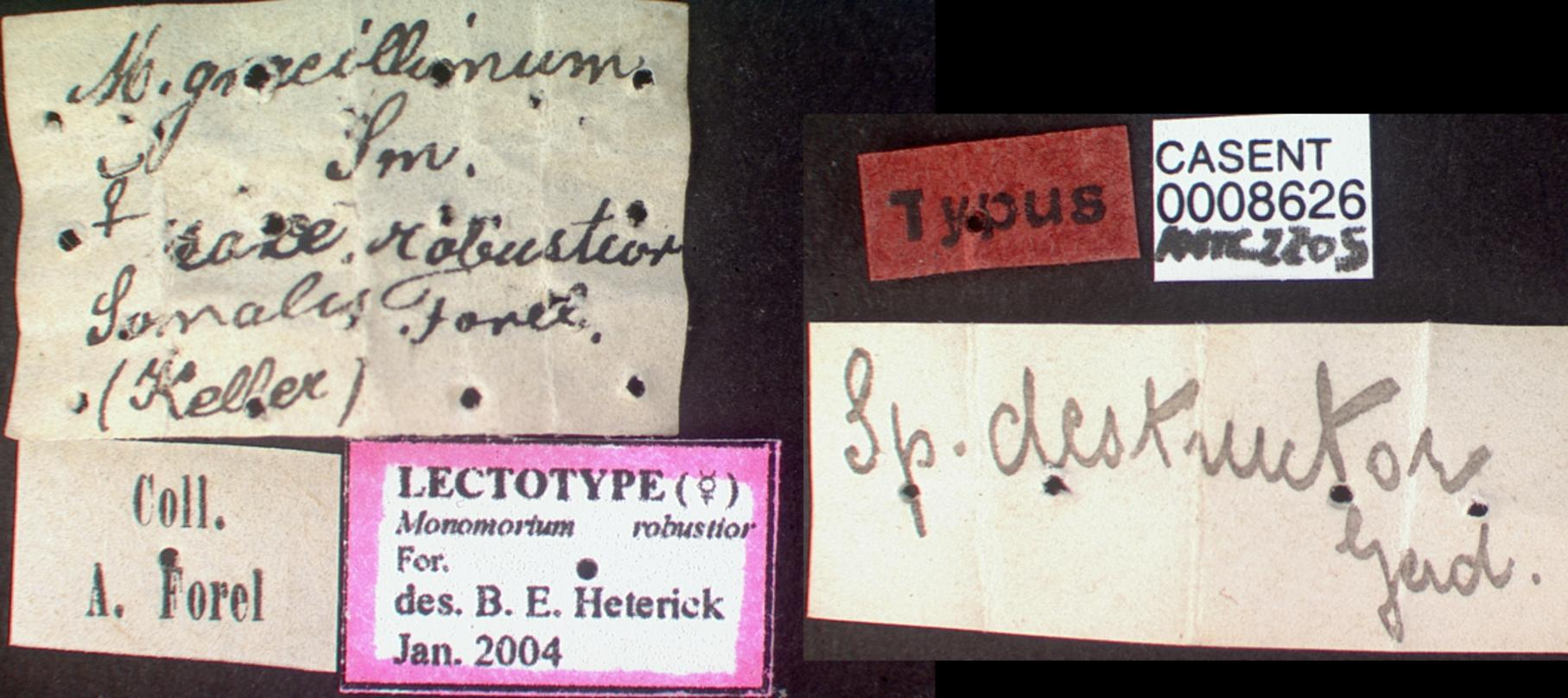
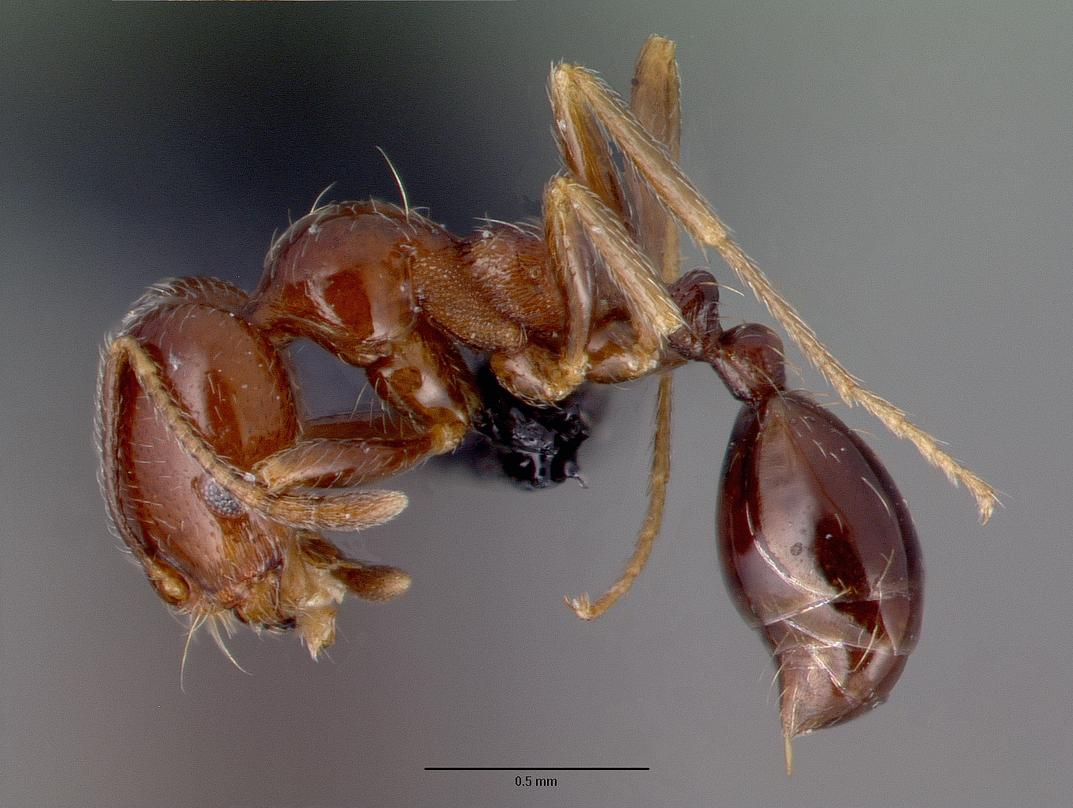
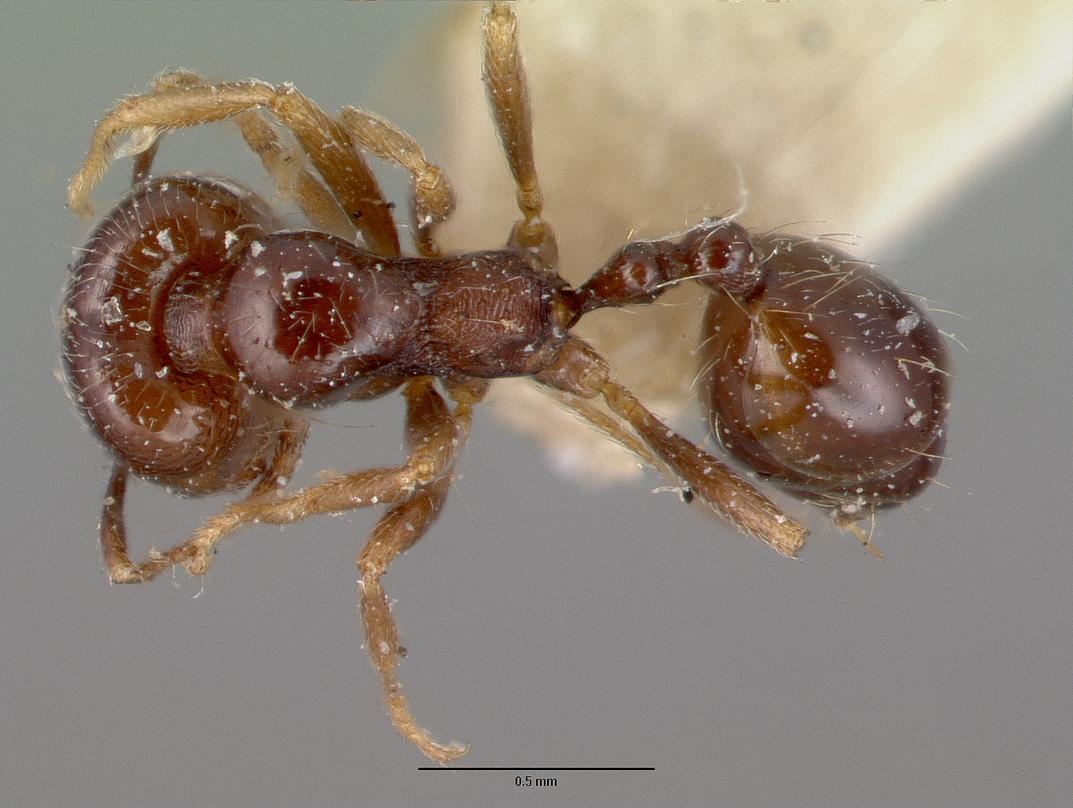